# Rio Paranaíba (Minas Gerais)
Pour les articles homonymes, voir Rio Paranaíba (homonymie).
Rio Paranaíba est une municipalité brésilienne de l'État du Minas Gerais et la microrégion de Patos de Minas.